# Karl Brandi
Karl Brandi (Meppen, 20 de mayo de 1868 - Gotinga, 9 de marzo de 1946) fue un historiador alemán. 

## Biografía
Brandi fue el hijo del maestro de Meppen Hermann Brandi, que se trasladó con su familia en 1869 a Papenburg y en 1872 a Osnabrück. Tras asistir al Gymnasium Carolinum de Osnabrück entre 1877 y 1886, Brandi estudió historia, germanística y geografía en la Universidad de Múnich y la Universidad de Estrasburgo. En 1890 recibió su doctorado en Estrasburgo con una tesis sobre los documentos de Reichenau. En 1891 pasó en Berlín el examen de Estado. Después de trabajar como investigador asociado de la Comisión Histórica de la Academia de Baviera entre 1891 y 1895, se titula en 1895 en Gotinga. En 1897 entró como profesor asociado en la Universidad Philipps de Marburg y fue director del seminario de ciencias de la asistencia técnica en Marburg. Brandi enseñó tanto allí como en los Archivos de la escuela. En 1902 entró como profesor de tiempo completo en la Universidad de Gotinga, donde permaneció hasta su retiro en 1936. Allí fue Decano de la Facultad en 1913, y en 1919/20 Rector de la Universidad. En 1915 fue nombrado consejero privado. En 1911 y 1932-1937 fue presidente de la Asociación de Historiadores. Entre 1921 y 1924 fue miembro en 1924 Vicepresidente de la Dieta del Condado de Hannover. 
Brandi se hizo un nombre como biógrafo del emperador Carlos V, con estudios de la historia de Osnabrück (especialmente con su investigación sobre el Osnabrück Records Kaiser, que considera falsificación), así como editor de la edición histórico-crítica de las obras de Justus Moser. En su biografía de Carlos V desarrolla el trabajo anterior de Hermann Baumgarten.
Brandi también escribió obras importantes sobre la historia del Renacimiento italiano. 
En estrecha colaboración con Walter Goetz y siguiendo las investigaciones previas de August von Druffel, continuó sus investigaciones sobre el periodo imperial.
En España se hizo muy conocido a través de la polémica sobre la idea imperial de Carlos V.
Karl Brandi hijo (Brandi Díez) (1901-1985) fue un conocido arquitecto.

## Obra
- Sabine Krüger (1955). «Brandi, Karl». Neue Deutsche Biographie (NDB) (en alemán) 2. Berlín: Duncker & Humblot. pp. 523-523.
- Georg Schnath: Karl Brandi. In: Niedersächsische Lebensbilder. 6, 1969, S. 1–48.
- Wolfgang Weber: Biographisches Lexikon zur Geschichtswissenschaft in Deutschland, Österreich und der Schweiz. Die Lehrstuhlinhaber für Geschichte von den Anfängen des Faches bis 1970. Frankfurt am Main, Bern, New York, Nancy 1984, ISBN 3-8204-1051-1, S. 61f.
- Percy Ernst Schramm: Karl Brandi. In: Zeitschrift der Savigny-Stiftung für Rechtsgeschichte. Germanistische Abteilung. 65, 1984, S. 464–477.
- Wolfgang Petke: Karl Brandi und die Geschichtswissenschaft in Gotinga. In: Hartmut Boockmann: Geschichtswissenschaft in Gotinga. Eine Vorlesungsreihe. Gotinga 1987, ISBN 3-525-35831-8, S. 287–320.
- Gerd Steinwascher: Karl Brandi. In: Rainer Hehemann: Biographisches Handbuch zur Geschichte der Region Osnabrück. Rasch, 1990, ISBN 3-922469-49-3, S. 41f.
- Rudolf Vierhaus: Deutsche Biographische Enzyklopädie. Band 2, 1995, ISBN 3-598-25032-0, S. 64.
- Robert P. Ericksen: Kontinuität konservativer Geschichtsschreibung am Seminar für Mittlere und Neuere Geschichte: Von der Weimarer Zeit über die nationalsozialistische Ära bis in die Bundesrepublik. In: Heinrich Becker, Hans-Joachim Dahms, Cornelia Wegeler (Hrsg.): Die Universität Gotinga unter dem Nationalsozialismus. Saur, 1998, ISBN 3-598-10853-2, S. 427–453.
- Ursula Wolf: Litteris et patriae. Das Janusgesicht der Historie. In: Frankfurter historische Abhandlungen. Band 37. Steiner, 1996, ISBN 3-515-06875-9, S. 419.
- Leo Just: Briefe an Hermann Cardauns, Paul Fridolin Kehr, Aloys Schulte, Heinrich Finke, Albert Brackmann und Martin Spahn 1923–1944. In: Christoph Weber: Beiträge zur Kirchen- und Kulturgeschichte. Band 11. Frankfurt am Main, Berlin, Bern, New York, Paris, Wien 2002, S. XCIII und 259.